# 惠比須站
惠比須站（日语：／ Ebisu eki */?）是位於兵庫縣三木市大塚二丁目，神戶電鐵的粟生線車站。車站編號為KB51。此站選定為第3次近畿車站百選。

## 歷史
- 1937年（昭和12年）12月28日 - 三木電氣鐵道廣野高爾大球場前至三木東口（現時：三木上之丸）之間開通，久留美站啟用[1]。
- 1939年（昭和14年）4月1日 - 車站改名為惠比須站[1]。
- 1947年（昭和22年）1月9日 - 與神戶有馬電氣鐵道合併，成為神有三木電氣鐵道（後來改名為神戶電鐵）。
- 2002年（平成14年）3月21日 - 車站大樓翻新[2]。

## 車站構造
本站是地面車站，設有1面1線的單式月台。月台可容納4卡車廂。
本站引入使用光纖網絡連接的站務遠端系統。由中央站可遠端操作自動售票機、自動閘機、自動補票機、攝影機、對講機和捲閘。此站會有站員進行巡邏。站內沒有商店。車站附近的餐廳會委托販賣企劃車票。2008年11月起，此站加設自動補票機、IC卡增值機和查詢IC卡機。

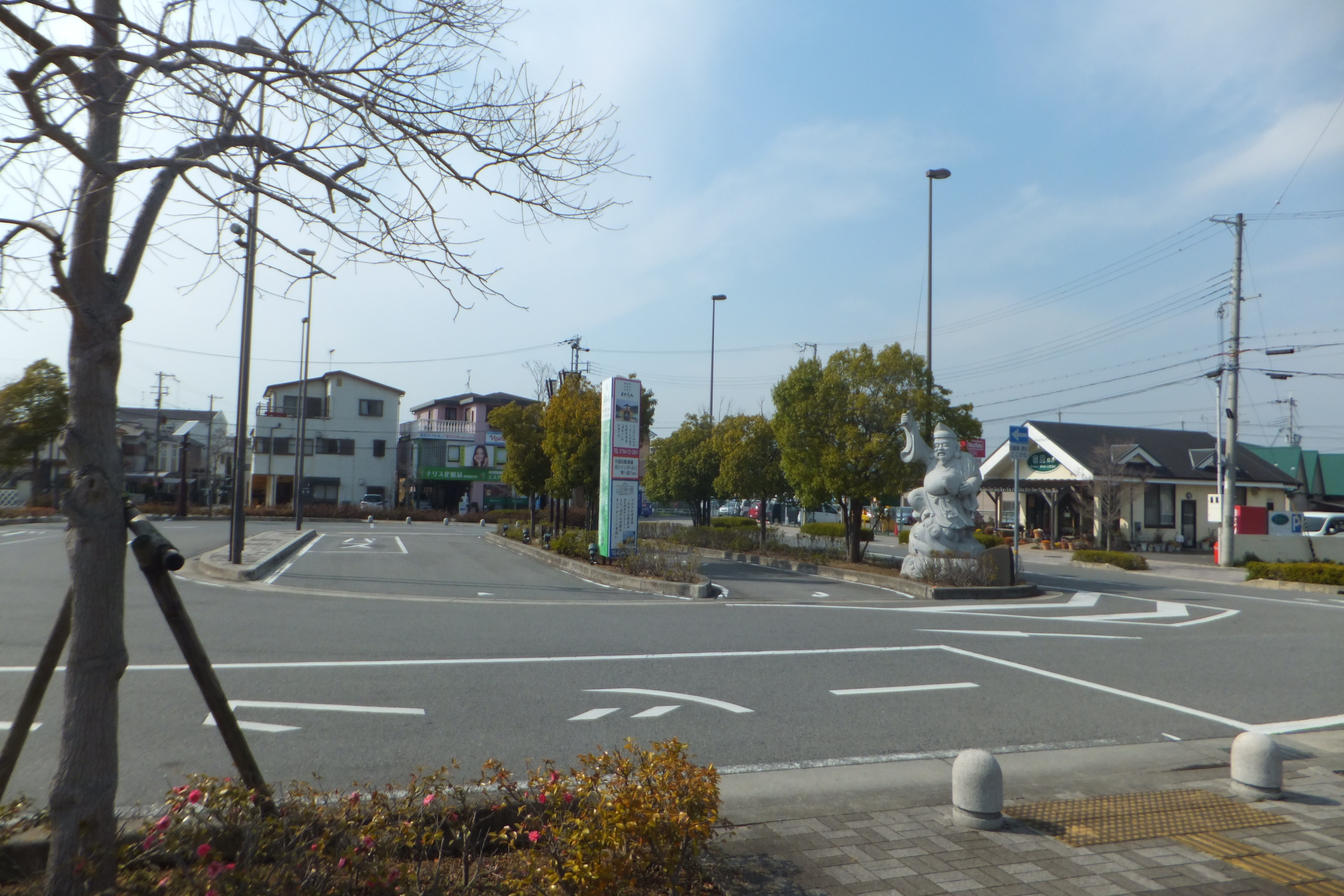
迴旋路
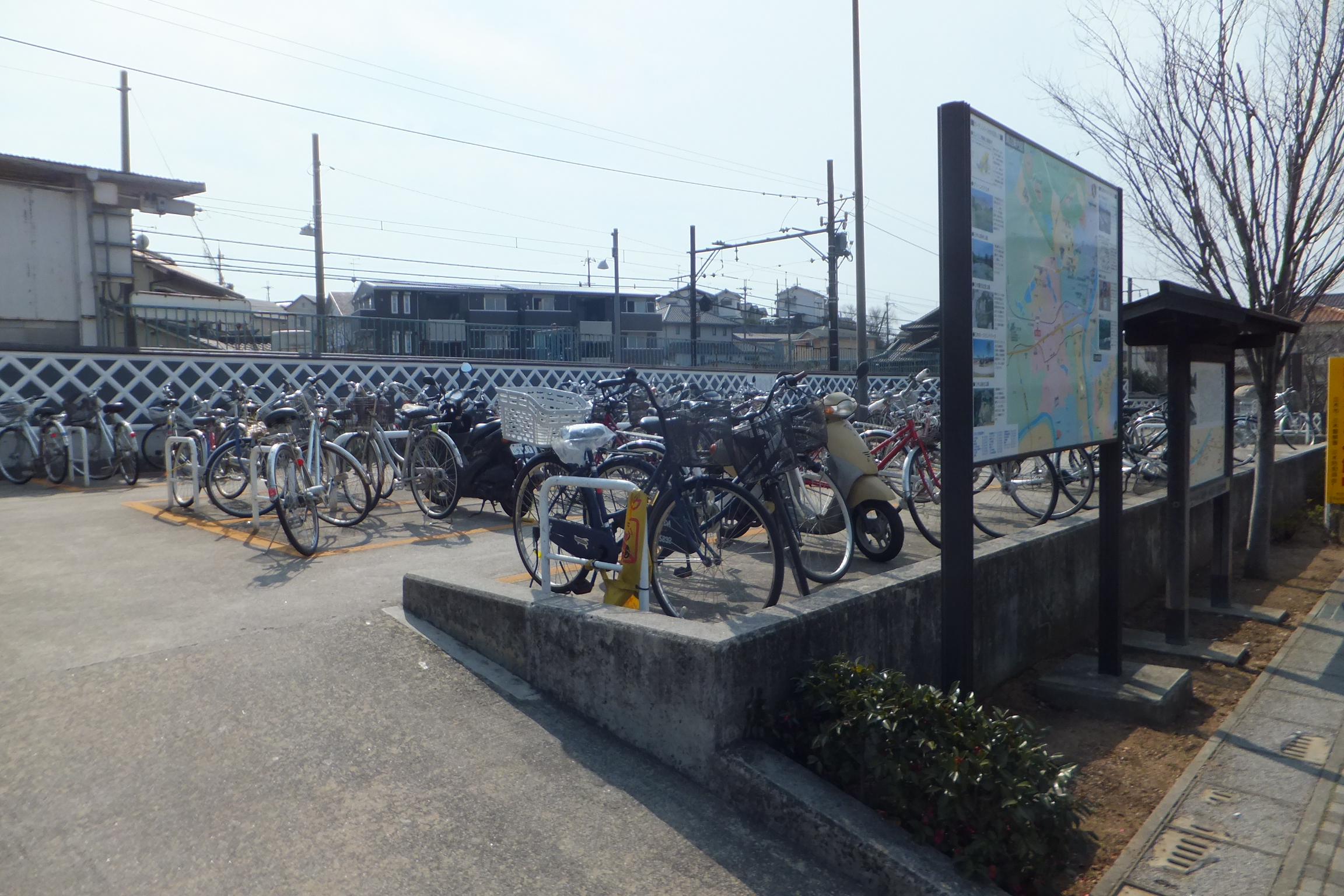
單車停泊處
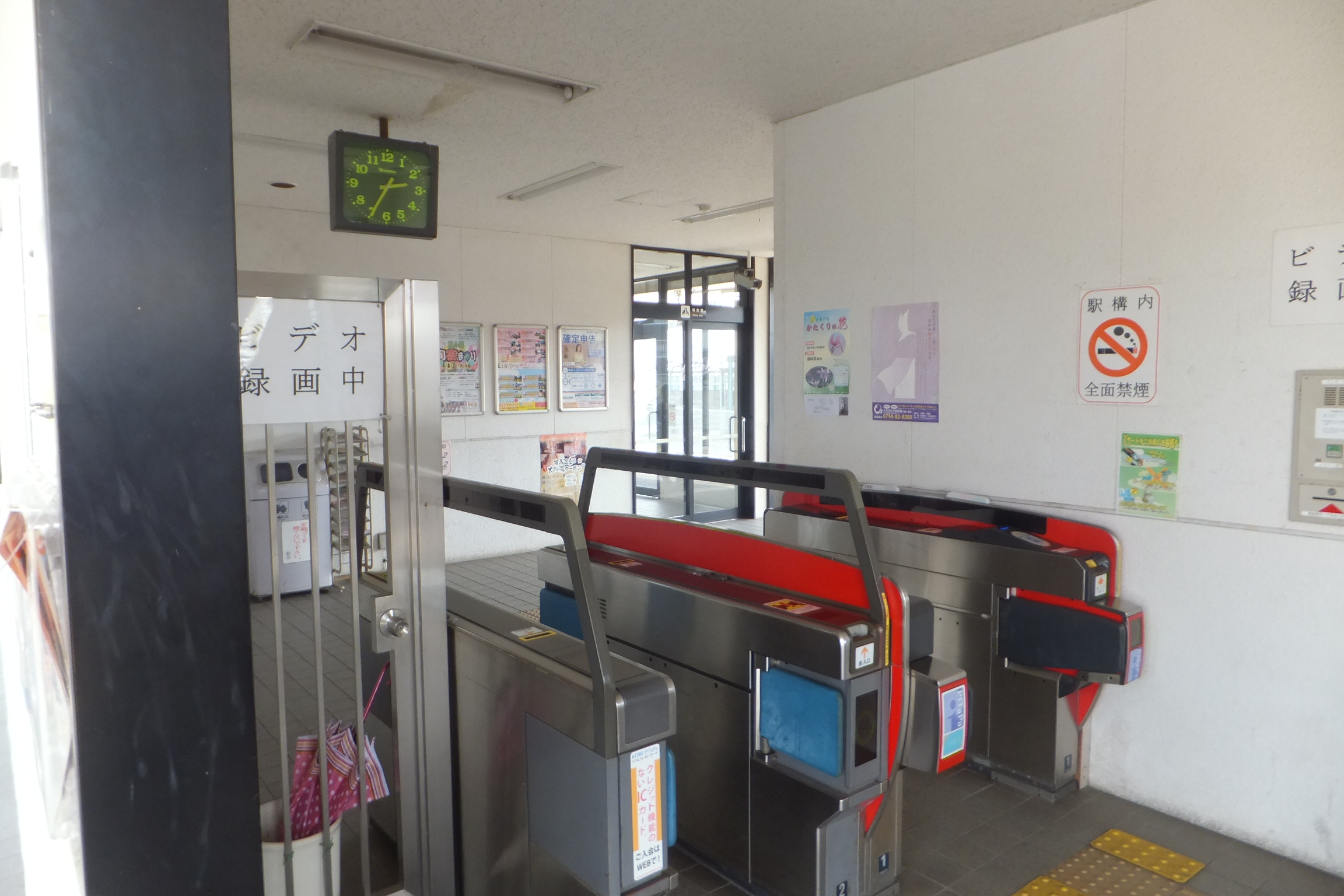
驗票口(2014年3月)
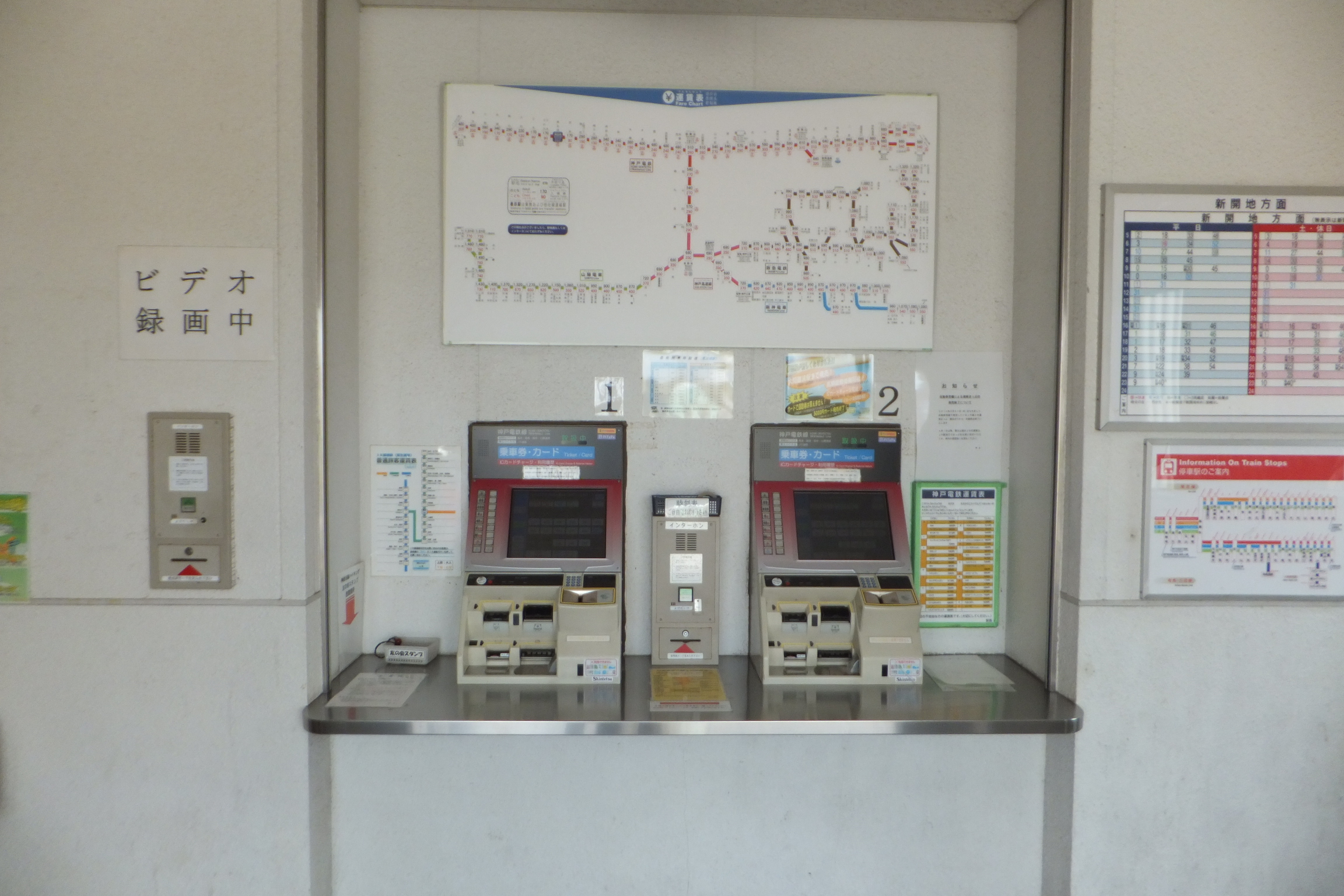
自動售票機(2014年3月)
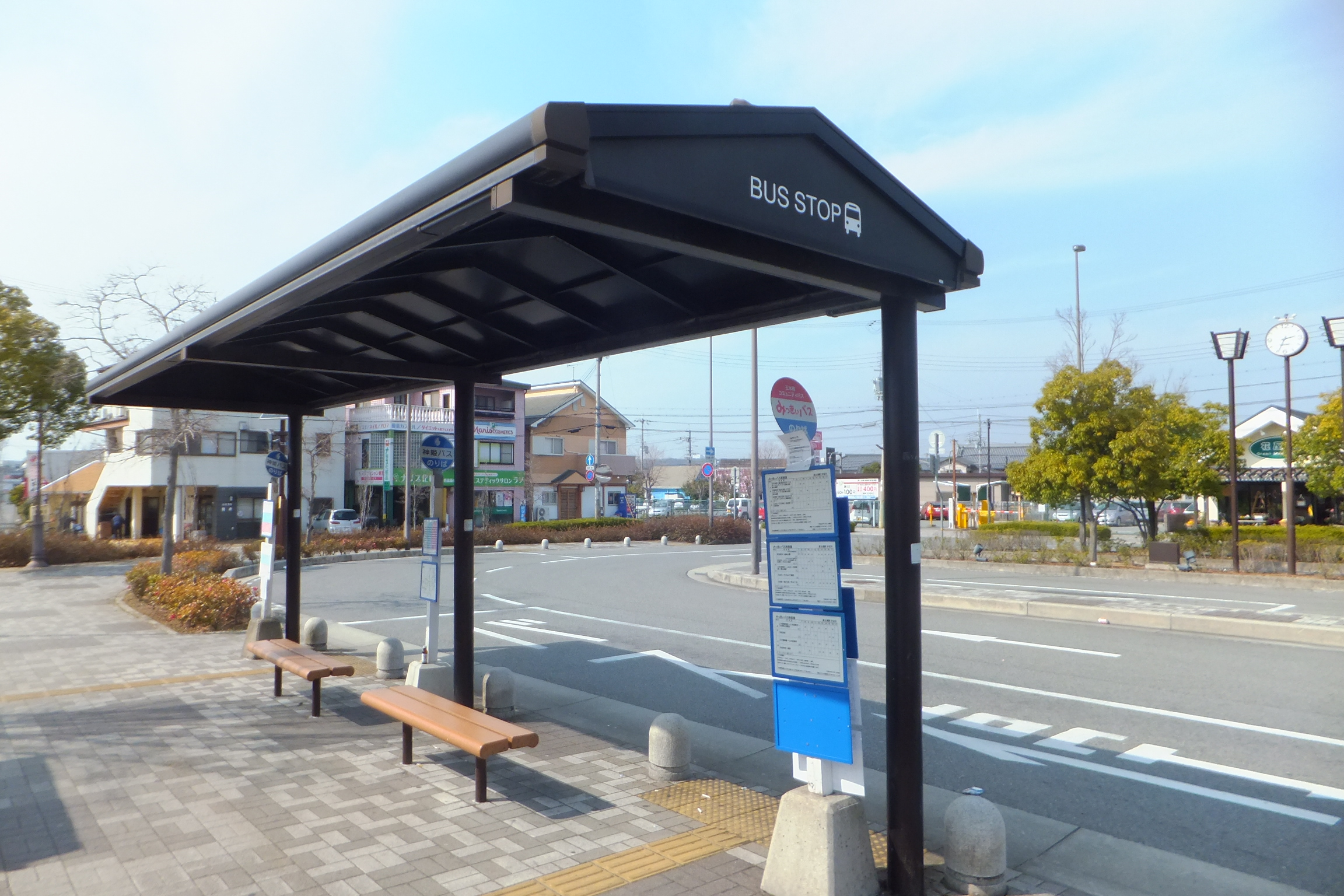
巴士站

## 車站周邊
此站附近較多公共設施。另一方面，車站附近設有湯之山街道古老街道。
- 公共設施
  - 三木市政廳（日语：三木市役所）[1]
  - 三木市文化會館（日语：三木市文化会館）
  - 綜合保健福祉中心
  - 三木市消防本部（日语：三木市消防本部）
  - 勤勞者體育中心
  - 市民體育館
  - 勤勞青少年之家
  - 三木市立教育中心（日语：三木市立教育センター）
  - Sunlife三木
  - 北播磨縣民局三木廳舍
  - 三木警署（日语：三木警察署）大塚交番
- 保育設施
  - 惠比須認定兒童園
  - 小規模保育所惠比須花園
- 教育機構
  - 三木市立三木幼稚園
  - 三木市立三木小學（日语：三木市立三木小学校）
  - 三木市立三木東中學（日语：三木市立三木東中学校）
- 郵局、金融機構
  - 三木湯之山街道郵局
- 主要醫療機構
  - 服部醫院
  - 御木山醫院
  - Cattleya三木
- 主要商業設設
  - MaxValu（日语：マックスバリュ）惠比須店
  - DIREX 三木店
- 都市公園、文娛設施
  - 兵庫縣立三木山森林公園（日语：兵庫県立三木山森林公園）
  - 三木山綜合公園（日语：三木山総合公園）[1]
  - 三木滑板公園（日语：三木スケートボードパーク）
  - 平井山葡萄園
- 其他
  - 戎神社（日语：戎神社 (三木市)）
  - 岩壺神社（日语：岩壺神社）
  - 湯之山街道（日语：湯の山街道）
  - 大日本中央標準子午線（日语：日本標準時子午線）石柱

## 巴士路線
站前設有惠比須站巴士站。在縣道上設有惠比須巴士站。由於志染站前只有中型巴士才能進入，因此大型巴士需駛入專比須站巴士站。
如沒有注記標明，所有路線由神姬巴士。米奇巴士是由神姬區巴士行走的社區巴士。
惠比須站巴士站
- 快速（日语：恵比須快速線） - 經自由丘、三之宮（日语：三宮駅バスのりば） 前往神戶機場
- 快速（日语：恵比須快速線）  - 經自由丘 前往三之宮
- 三木鐵道替代巴士 - 經三木鐵道三木站 前往厄神站
- 米奇巴士
  - 經自由丘 前往青山五丁目
  - 經自由丘、青山五丁目、志染公民館前 前往健康福祉中心
  - 經市政廳前 前往森林公園
  - 經三木本町 前往三木營業所（日语：神姫バス三木営業所）

惠比須（縣道南邊）
- 急行（日语：西脇急行線） - 經三木本町、三木營業所 前往西脇
- 快速 - 經上之丸、福有橋 前往三木營業所
- 經三木本町 前往三木營業所
- 米奇巴士 - 經三木市民醫院 前往三木營業所

惠比須（縣道北邊）
- 急行（日语：西脇急行線）  - 經志染公民館前 前往三之宮
- 快速 - 經自由丘 前往三之宮
- 經安福田、志染公民館前、淡河 前往三田站　該區間的車費是1090日圓[3]，相對神戶電鐵車費為680日圓。[4]
- 經安福田、志染公民館前、淡河 前往岡場站(巴士站名是岡場站前)　該區間的車費是960日圓，相對神戶電鐵為640日圓。
- 經安福田、志染公民館前 前往淡河
- 米奇巴士 - 經市政廳前 前往森林公園

## 利用狀況
在2016年度，1年總乘車人次為233千人，平均每日乘車人次は637人
| 年度 | 1日平均 乘車人次 |
| ---- | ---------------- |
| 2002 | 836              |
| 2003 | 819              |
| 2004 | 792              |
| 2005 | 764              |
| 2006 | 756              |
| 2007 | 767              |
| 2008 | 754              |
| 2009 | 740              |
| 2010 | 748              |
| 2011 | 759              |
| 2012 | 732              |
| 2013 | 710              |
| 2014 | 688              |
| 2015 | 668              |
| 2016 | 637              |

## 相鄰車站
神戶電鐵
 粟生線
■急行、■準急、■普通
志染（KB50）－惠比須（KB51）－三木上之丸（KB52）

## 注腳
1. 1 2 3 4 5 6 7 8 9 10 11 12  . 神户新聞综合出版中心. 2012-12-10: 193. ISBN 9784343006745 （日语）.
2. ↑  . 神戶新聞（朝刊） (神戶新聞社). 2002-03-21: 26（三木） （日语）.
3. ↑  乗車バス停に「エビス」、降車バス停に「三田駅」「岡場駅前」と入力するとそれぞれへの運賃が確認できる （页面存档备份，存于）（日語）
4. ↑  当駅から神戸電鉄全駅への運賃表PDF（日語）
5. ↑  三木市統計書

## 外部連結
- 惠比須站（神戶電鐵） （页面存档备份，存于）（日語）